# Большеозёрка
Большеозёрка — село в Ивановском районе Амурской области, Россия. Входит в Анновский сельсовет.
Основано в 1922 году, вблизи большого озера (так и называется озеро Большое), отсюда и название села.

## География
Село Большеозёрка стоит вблизи левого берега реки Ивановка (левый приток Зеи).
Село Большеозёрка расположено к востоку от районного центра Ивановского района села Ивановка (на автодороге областного значения Ивановка — Варваровка — Екатеринославка), расстояние — 12 км.
На восток от села Большеозёрка идёт дорога к сёлам Вишневка и Анновка.

## Население
| 2002 | 2010 | 2012 | 2013 | 2014 | 2015 | 2016 |
| ---- | ---- | ---- | ---- | ---- | ---- | ---- |
| 233  | ↗239 | ↘232 | ↘230 | ↘225 | ↗228 | ↗236 |
| 2017 | 2018 |      |      |      |      |      |
| ↗238 | ↗245 |      |      |      |      |      |

## Инфраструктура
- Сельскохозяйственные предприятия Ивановского района.